# Gretl Melsheimer
Gretl Melsheimer (* 15. Januar 1938 in Dorna-Watra (Karpaten, Rumänien)) ist eine deutsche Politikerin (SPD) und ehemalige Abgeordnete des Hessischen Landtags.
Melsheimer besuchte von 1944 bis 1948 die Grundschule und anschließend bis 1957 ein Gymnasium, an dem sie ihr Abitur machte. Danach studierte sie Germanistik, Geschichte und Soziologie an den Universitäten in Marburg und Frankfurt am Main. Nach dem Studium folgte Gewerkschaftliche Bildungsarbeit und die Tätigkeit in einer Zeitschriftenredaktion. Sie ist Mitglied der SPD.
Seit 1977 ist Melsheimer stellvertretende SPD-Ortsvereinsvorsitzende Marburg-Nord und von 1985 bis 1993 war sie stellvertretende SPD-Stadtverbandsvorsitzende in Marburg. Ab 1981 war sie Stadtverordnete in Marburg, wo sie von 1985 bis 1987 SPD-Fraktionsvorsitzende war. Sie rückte am 5. April 1995 für Hartmut Holzapfel in den Landtag von Hessen nach, dem sie bis zum Ende der 14. Wahlperiode am 4. April 1999 angehörte. Im Landtag war sie Mitglied im Ausschuss für Wissenschaft und Kunst und im Kulturpolitischen Ausschuss.